# جورج واشنطن غيل فيريس الابن
جورج واشنطن غيل فيريس الابن(بالإنجليزية: George Washington Gale Ferris, Jr)‏ (14 فبراير 1859 – 22 نوفمبر 1896) هو مهندس أمريكي. عرف باختراعه دولاب الهواء لأول مرة في شيكاغو

## دولاب الهواء
تم تصميم أول دولاب هواء بواسطة جورج واشنطن غيل فيريس الابن وسميت عجلة فيريس الأصلية والتي شيدت كمعلم جذب سياحي للمعرض العالمي الكولومبي في شيكاغو عام 1893 . عجلة فيريس هي مصطلح جاء لاحقا كي يتم استخدامه بشكل عام لجميع هذه الألعاب، دواليب الهواء هي الآن النوع الأكثر شيوعا وإقبالا لركوبه في الكرنفالات والمعارض الخارجية في [الولايات المتحدة].
منذ العام 1893 حين تم اختراع دولاب الهواء الأصلي في شيكاغو، أصبح هناك 8 دواليب هواء في العالم سجلت أرقام قياسية كأطول دولاب هواء
".

## تكريم
كرمت جوجل بتاريخ 14 فبراير 2013 جورج واشنطن غيل فيريس الابن في ذكرى ميلاده ال154.
وذلك عبر وضع صور متحركة لدواليب الهواء المتحركة أو عجلة فيريس التي اخترعها على واجهة الصفحة الرئيسية.

## وصلات خارجية
- Inventor of the Week نسخة محفوظة 2 مارس 2003 على موقع واي باك مشين.
- Ferris on the RPI Hall of Fame
- NNDB "George Ferris"